# Köttwein
Köttwein ist ein Dorf und eine Ortschaft in der Gemeinde Treffen am Ossiacher See mit 378 Einwohnern (Stand 1. Jänner 2024) im Bezirk Villach Land in Kärnten, Österreich.

## Geographische Lage
Villach ist rund 10 km entfernt.

## Infrastruktur

### Verkehr
Die Millstätter Straße (B 98) führt durch das Dorf. Die Haltestelle Köttwein Gh Gegendtalerhof wird von den Linien 5150 Richtung Radenthein und Villach und 5152 Richtung Arriach bzw. Innerteuchen und Villach.